# Віяло трикутників

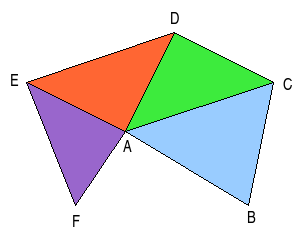
Набір суміжних трикутників описаний вершинами від A до F.

Віяло трикутників (англ. triangle fan) — примітив у комп'ютерній графіці, який використовується для зменшення пам'яті та часу обробки. Він описує множину суміжних трикутників, які мають одну спільну вершину. Якщо у віялі буде N трикутників, то воно тоді описується N+2 вершинами. Що є суттєвим поліпшенням відносно того, щоб описувати окремі трикутники за допомогою 3N вершин. Це дозволяє у процесі рендерингу зменшити кількість перетворень та розрахунків освітлення. Віяло трикутників не підтримується починаючи з версії Direct3D 10.
Будь-який опуклий багатокутник може бути триангульований як віяло, відносно довільної внутрішньої точки.